# Pedaç (informàtica)
En informàtica, un pedaç (de l'anglès patch) és un petit tros de programari dissenyat per a actualitzar o arreglar els problemes d'un programa informàtic. Això inclou arreglar errors del programa, reemplaçar gràfics o millorar la usabilitat o el rendiment. Tot i que estan dissenyats per a arreglar problemes, alguns pedaços mal dissenyats poden introduir nous problemes (vegeu regressió).

## Tipus de pedaços[calcitació]
Els programadors publiquen i apliquen pedaços de diverses formes. Com que els autors de programari propietari mantenen el seu codi font, els seus pedaços són distribuïts com a executables binaris en lloc de ser en codi font. Aquest tipus de pedaç modifica el programa executable modificant el fitxer binari o reemplaçant-lo completament.
Els pedaços també es poden distribuir en forma de modificacions en el codi font (normalment en projecte de codi obert). En aquests casos, el pedaç consisteix en les diferències textuals entre dos fitxers de codi font i els usuaris han de compilar els fitxers ells mateixos.
Com que la paraula "pedaç" té la connotació de ser petit, quan s'arreglen grans problemes es pot usar una altra nomenclatura. Els pedaços grans poden anomenar-se "Service packs" (terminologia emprada en Microsoft Windows) o "actualitzacions".
En diversos sistemes Unix, i especialment a Linux, les actualitzacions s'ofereixen en forma de nous paquets. Aquests paquets estan en el mateix format que la instal·lació original de manera que poden ser fets servir tant per a actualitzacions de paquets existents com per a noves instal·lacions.